# O'Grady (serie animata)
O'Grady è una serie televisiva animata statunitense del 2004, creata da Tom Snyder, Carl W. Adams e Holly Schlesinger e animata dalla Soup2Nuts.
La serie è stata trasmessa per la prima volta negli Stati Uniti su The N (blocco televisivo di Noggin) dal 30 luglio 2004 al 24 aprile 2006, per un totale di 19 episodi ripartiti su due stagioni.

## Trama
La serie è ambientata nella città immaginaria di O'Grady, che periodicamente viene afflitta da una forza chiamata "La stranezza". Questo effetto colpisce i suoi residenti in modi strani e i suoi effetti di solito durano diversi giorni. Ad esempio, fa sì che le persone proiettino i loro pensieri privati in bolle sopra le loro teste o producano cloni di se stessi ogni volta che si arrabbiano.

## Episodi
| Stagione         | Episodi | Prima TV USA | Prima TV Italia |
| ---------------- | ------- | ------------ | --------------- |
| Prima stagione   | 13      | 2004-2005    | inedita         |
| Seconda stagione | 6       | 2006         | inedita         |

## Personaggi e doppiatori
- Kevin Harnisch (stagioni 1-2), doppiato da H. Jon Benjamin.
- Abby Wilde (stagioni 1-2), doppiata da Melissa Bardin Galsky.
- Harold Oscar Jenkins (stagioni 1-2), doppiato da Patrice O'Neal.
- Beth Briggs (stagioni 1-2), doppiato da Holly Schlesinger.

## Accoglienza
La serie ha ricevuto recensioni positive dalla critica ed è stata nominata per un Annie Award come "Miglior sceneggiatura in una produzione televisiva animata". Brian Zoromski di IGN ha affermato che  "[Gli episodi sono] una meravigliosa mezz'ora di assurdità, O'Grady combina la comicità della "stranezza" con battute realistiche da adolescente, litigi e amicizie".